# Зоран Марић
Зоран Марић (Бока, 21. фебруар 1960) бивши је српски и југословенски фудбалер, а садашњи фудбалски тренер.

## Играчка каријера
Зоран Марић - "Џими" је сениорску каријеру почео у ФК Нови Сад, а наредни клуб му је била Војводина у којој је за девет година одиграо 212 прволигашких мечева и постигао 48 голова. Играо је потом у шпанској Селти из Вига, а касније и у Компостели. Одиграо је током 1983. године два меча за репрезентацију Југославије.

## Тренерска каријера
Тренерску каријеру је почео у шпанској Компостели, прво с млађим категоријама, а касније шест месеци и с првим тимом. Када је клуб отишао под стечај, вратио се у Нови Сад и стално био на релацији СЦ "Вујадин Бошков" - Детелинара. Оставио је Нови Сад у Другој савезној лиги (данас Првој лиги Србије), у неколико наврата водио и први тим Војводине, а обављао и дужност директора омладинске школе ФК Војводина.
Током сезоне 2009/10. је водио бањалучки Борац и са њима освојио Куп Босне и Херцеговине.
Као селектор предводио омладинску репрезентацију Србије на Европском првенству 2012. у Естонији.
У јануару 2016. године преузео је тадашњег суперлигаша ФК Нови Пазар. Марић је на клупи овог клуба провео осам и по месеци а оставку је поднео у септембру 2016. након што су Новопазарци четири пута у низу поражени на домаћем терену, а у последњих шест кола освојили су само бод.